# والری و هفته عجایبش
والری و هفتهٔ عجایبش (چکی: Valerie a týden divů) یک فیلم فانتزی ترسناک سوررئالیستی به کارگردانی یارومیل ییرش محصول سال ۱۹۷۰ سینمای چکسلواکی است. از بازیگران آن می‌توان به یاروسلاوا شالرووا و یوزف آبرهام اشاره کرد.
فیلم از آثار برجستهٔ موج نوی چکسلواکی به‌شمار می‌رود.